# Ань Линхуа, Мария
Мария Ань Линхуа (кит. 安靈花 瑪利, 1871, Аньпин — 11 июля 1900, Шэньчжоу) — святая Римско-католической церкви, мученица.

## Биография
В 1899—1900 гг. в Китае происходило ихэтуаньское восстание, во время которого пострадало много христиан. Мария Ань Линхуа была арестована повстанцами боксёрами 11 июля 1900 года за исповедание христианства вместе со своими бабушкой Анной Ань Синь и родственницами Марией Ань Го, Анной Ань Цзяо. От них потребовали под угрозой смерти отказаться от своей веры. Арестованные женщины остались верны христианству и за это были выведены за пределы деревни и казнены.

## Прославление
Мария Ань Линхуа была беатифицирована 17 апреля 1955 года римским папой Пием XII и канонизирована 1 октября 2000 года римским папой Иоанном Павлом II вместе с группой 120 китайских мучеников.
День памяти в Католической церкви — 9 июля.

## Источник
- George G. Christian OP, Augustine Zhao Rong and Companions, Martyrs of China, 2005, стр. 73  (англ.)